# Tanjung Kupang Baru
Tanjung Kupang Baru is een bestuurslaag in het regentschap Empat Lawang van de provincie Zuid-Sumatra, Indonesië. Tanjung Kupang Baru telt 1275 inwoners (volkstelling 2010).